# Cừu mặt trắng Woodland
Cừu mặt trắng Woodland là một giống cừu có nguồn gốc từ Woodlands of Hope, một khu vực ở South Pennines, nước Anh. Nó là sự kết hợp của hai giống, cừu Woodland và cừu Penistone sau khi thị trấn Yorkshire, nơi bán cừu đã bắt đầu được tổ chức từ năm 1699. Giống cừu này được cho là có liên quan mật thiết với cừu Swaledale và cừu Lonk. Các đàn cừu được nuôi với mục đích thương mại thuộc giống cừu mặt trắng Woodland được chăn nuôi chủ yếu ở khu vực phát xuất của nó, nhưng gióng cừu được liệt kê như một giống cừu dễ bị tổn thương bởi Tổ chức Giống hiếm, vì có ít hơn 900 con cái thuộc giống cừu này đã đăng ký ở Anh.

## Đặc điểm
Cừu mặt trắng Woodland đôi khi nặng hơn 60 kg (132 lbs) khi được nuôi trong đồng cỏ vùng đồng bằng. Không giống như hầu hết các giống cừu Pennine, nó có mặt và chân trắng và lông ngắn, mịn. Chiều dài chủ yếu của lông cừu giống này là từ 10 cm (4,7 inch) đến 15 cm (7,1 inch) với số lượng xoăn là từ 50 đến 54. Trọng lượng lông cừu trung bình là 2 kg (4,5 lb) đến 3 kg (6,5 lb). Công dụng chính của nó là lấy thịt. Tuy nhiên, lông cừu mặt trắng Woodland cũng được sử dụng dệt thảm. Cả hai giới đều có sừng và sừng sừng bị xoắn rất nhiều.